# NGC 745/3
NGC 745/3 је галаксија у сазвежђу Еридан која се налази на NGC листи објеката дубоког неба.
Деклинација објекта је - 56° 41' 15" а ректасцензија 1h 54m 7,7s. Привидна величина (магнитуда) објекта NGC 745 износи 15,0 а фотографска магнитуда 16,0. NGC 7453 је још познат и под ознакама ESO 152-32, AM 0152-565.